# 緒斯同騎槍

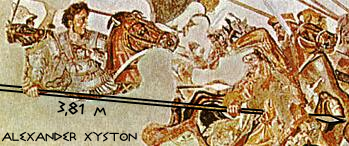
亞歷山大大帝所持的緒斯同騎槍

緒斯同（希臘語 ），是古代希臘騎兵所用來戳擊的騎槍。長約3.5~4.25公尺，可能因為過長的原因需要兩手持用，從龐貝城所發掘出來的亞歷山大馬賽克鑲嵌畫顯示，緒斯同騎槍也可以用一手持用。緒斯同騎槍槍身由山茱萸木製成，槍末頭也有一矛頭，可用來保持平衡，或是當騎槍折斷後可用來另一頭繼續戰鬥。这种武器的名字的意思是“尖锐的棍棒，刨光的矛杆”，或者更准确地说，其字面意思是“刮过的，削过的”，派生自动词 “擦，刮，磨光，削平”。
在一些描述古代馬其頓夥友騎兵的文獻中，緒斯同騎槍也經常被連帶提起。當亞歷山大大帝逝世後，馬其頓重裝騎兵因為是使用緒斯同騎槍的原因，而被稱為緒斯同騎兵（xystophoroi）。
另外，因為當時尚未發明出馬蹬，一些戰史學家如富勒（J.F.C.Fuller）等認為，若騎兵持騎槍進行衝鋒時，衝擊的反作用力將會把騎手掀落馬下，因此手持緒斯同騎槍的馬其頓騎兵可能以投標槍的方式倒持（上手握持），槍身倚在肩膀上，當衝鋒時將騎搶舉起，從上向下往盾牌後面的敵兵猛刺（即Overhand Thrusting），之後騎槍順勢脫手，再拔劍戰鬥。但同樣在亞歷山大馬賽克鑲嵌畫顯示，手持緒斯同騎槍的亞歷山大以低手握持方式進行攻擊，同時畫中一些騎兵以上手握持，可能緒斯同騎槍的握法隨騎手喜好而定。
约瑟夫斯在《犹太战史》使用绪斯同一词描述罗马重标枪。

## 参照
- 薩里沙長矛

## 腳註
1. ↑   阿利安, 《亞歷山大遠征記》 卷一 p.038。
2. ↑  罗念生; 水建馥. . 北京: 商务印书馆. 2004: 582. ISBN 9787100028363.